# Białoruś na Zimowych Igrzyskach Olimpijskich 2002
Białoruś na Zimowych Igrzyskach Olimpijskich 2002 reprezentowało 64 zawodników.

## Zdobyte medale
| Medal | Zawodnik         | Dyscyplina          | Konkurencja        |
| ----- | ---------------- | ------------------- | ------------------ |
| Brąz  | Alaksiej Hryszyn | Narciarstwo dowolne | skoki akrobatyczne |

## Skład kadry

### Biathlon
Mężczyźni
| Zawodnik                                                     | Konkurencja         | czas biegu | Kary | Pozycja |
| ------------------------------------------------------------ | ------------------- | ---------- | ---- | ------- |
| Aleh Ryżenkau                                                | Sprint mężczyzn     | 26:05,3    | 0    | 11.     |
| Wadim Saszurin                                               | Sprint mężczyzn     | 26:09,9    | 0    | 12.     |
| Ołeksij Ajdarow                                              | Sprint mężczyzn     | 27:06,4    | 2    | 37.     |
| Alaksandr Syman                                              | Sprint mężczyzn     | 27:45,3    | 3    | 56.     |
| Wadim Saszurin                                               | Bieg pościgowy      | 34:00,5    | 1    | 10.     |
| Aleh Ryżenkau                                                | Bieg pościgowy      | 35:08,3    | 2    | 21.     |
| Ołeksij Ajdarow                                              | Bieg pościgowy      | 37:43,0    | 6    | 48.     |
| Alaksandr Syman                                              | Bieg pościgowy      | 38:05,8    | 3    | 57.     |
| Wadim Saszurin                                               | Bieg indywidualny   | 52:52,6    | 0    | 9.      |
| Ołeksij Ajdarow                                              | Bieg indywidualny   | 54:25,3    | 3    | 17.     |
| Aleh Ryżenkau                                                | Bieg indywidualny   | 55:56,6    | 4    | 31.     |
| Rustam Waliullin                                             | Bieg indywidualny   | 58:46,7    | 6    | 60.     |
| Ołeksij Ajdarow Alaksandr Syman Aleh Ryżenkau Wadim Saszurin | Sztafeta 4 × 7,5 km | 1:27:12,0  | 1    | 8.      |

Kobiety
| Zawodnik                                                                | Konkurencja               | czas biegu          | Kary                | Pozycja             |
| ----------------------------------------------------------------------- | ------------------------- | ------------------- | ------------------- | ------------------- |
| Olga Nazarowa                                                           | Sprint kobiet – 7,5 km    | 22:14,9             | 1                   | 14.                 |
| Jelena Chrustalowa                                                      | Sprint kobiet – 7,5 km    | 23:06,6             | 2                   | 33.                 |
| Jewgienija Kucepałowa                                                   | Sprint kobiet – 7,5 km    | 23:26,5             | 1                   | 44.                 |
| Ksienija Zikunkowa                                                      | Sprint kobiet – 7,5 km    | 25:21,5             | 5                   | 65.                 |
| Olga Nazarowa                                                           | Bieg pościgowy – 10 km    | 32:24,5             | 1                   | 11.                 |
| Jewgienija Kucepałowa                                                   | Bieg pościgowy – 10 km    | 34:40,1             | 2                   | 28.                 |
| Jelena Chrustalowa                                                      | Bieg pościgowy – 10 km    | 34:41,5             | 2                   | 30.                 |
| Olga Nazarowa                                                           | Bieg indywidualny – 15 km | 48:29,9             | 1                   | 6.                  |
| Ksienija Zikunkowa                                                      | Bieg indywidualny – 15 km | 52:26,8             | 3                   | 38.                 |
| Ludmiła Łysienka                                                        | Bieg indywidualny – 15 km | 54:25,4             | 4                   | 51.                 |
| Ludmiła Anańka                                                          | Bieg indywidualny – 15 km | Nie ukończyła biegu | Nie ukończyła biegu | Nie ukończyła biegu |
| Olga Nazarowa Ludmiła Łysienka Jewgienija Kucepałowa Jelena Chrustalowa | Sztafeta 4 × 7,5 km       | 1:31:01,6           | 0                   | 7.                  |

### Biegi narciarskie
Mężczyźni
| Zawodnik                                                                    | Konkurencja        | czas      | Pozycja |
| --------------------------------------------------------------------------- | ------------------ | --------- | ------- |
| Roman Wirolajnen                                                            | Bieg na 15 km      | 39:02,4   | 13.     |
| Alaksandr Szalak                                                            | Bieg na 15 km      | 41:44,5   | 47.     |
| Mikałaj Siemienjako                                                         | Bieg na 15 km      | 41:48,0   | 48.     |
| Alaksiej Trechubau                                                          | Bieg na 15 km      | 42:00,7   | 51.     |
| Siarhiej Dalidowicz                                                         | Bieg na 30 km      | 1:13:51,1 | 14.     |
| Dzianis Warabjou                                                            | Bieg na 30 km      | 1:17:43,2 | 44.     |
| Mikałaj Siemienjako                                                         | Bieg na 30 km      | 1:19:45,6 | 52.     |
| Alaksandr Sannikau                                                          | Bieg na 30 km      | 1:19:46,9 | 53.     |
| Alaksiej Triechubau                                                         | Bieg na 50 km      | 2:22:29,3 | 40.     |
| Alaksandr Sannikau                                                          | Bieg na 50 km      | 2:24:14,2 | 44.     |
| Alaksandr Szalak                                                            | Bieg na 50 km      | 2:24:37,2 | 46.     |
| Roman Virolajnen                                                            | Bieg łączony       | 51:36,1   | 30.     |
| Siarhiej Dalidowicz                                                         | Bieg łączony       | 28:44,0   | 57.     |
| Alaksandr Sannikau                                                          | Bieg łączony       | 29:30,5   | 61.     |
| Dzianis Warabjou                                                            | Bieg łączony       | 30:04,3   | 65.     |
| Roman Virolajnen                                                            | Sprint             | 2:57,48   | 27.     |
| Alaksiej Triechubau                                                         | Sprint             | 3:08,05   | 55.     |
| Dzianis Warabjou                                                            | Sprint             | 3:08,79   | 56.     |
| Alaksandr Szalak                                                            | Sprint             | 3:13,63   | 59.     |
| Roman Wirolajnen Mikałaj Siemienjako Aleksandr Sannikau Siarhiej Dalidowicz | Sztafeta 4 × 10 km | 1:42:12,0 | 15.     |

Kobiety
| Zawodnik                                                               | Konkurencja       | czas      | Pozycja |
| ---------------------------------------------------------------------- | ----------------- | --------- | ------- |
| Swietłana Nagiejkina                                                   | Bieg na 10 km     | 29:48,4   | 14.     |
| Wiera Ziatikowa                                                        | Bieg na 10 km     | 30:20,5   | 27.     |
| Natalja Ziatikowa                                                      | Bieg na 10 km     | 30:44,2   | 35.     |
| Jelena Kaługina                                                        | Bieg na 10 km     | 31:10,9   | 43.     |
| Swietłana Nagiejkina                                                   | Bieg na 15 km     | 40:17,9   | 5.      |
| Wiera Ziatikowa                                                        | Bieg na 15 km     | 42:04,5   | 17.     |
| Natalja Ziatikowa                                                      | Bieg na 15 km     | 42:04,5   | 17.     |
| Natalla Swirydawa                                                      | Bieg na 15 km     |           | .       |
| Swietłana Nagiejkina                                                   | Bieg na 30 km     | 1:35:51,6 | 11.     |
| Natalja Ziatikowa                                                      | Bieg na 30 km     | 1:42:18,0 | 29.     |
| Irina Skripnik                                                         | Bieg na 30 km     | 1:42:49,1 | 30.     |
| Wiera Ziatikowa                                                        | Bieg łączony      | 26:28,0   | 32.     |
| Natalja Ziatikowa                                                      | Bieg łączony      | 26:29,4   | 34.     |
| Jelena Kaługina                                                        | Bieg łączony      | 14:34,6   | 52.     |
| Natalla Swirydawa                                                      | Bieg łączony      | 14:53,6   | 61.     |
| Wiktoryja Łapacina                                                     | Sprint            | 3:20,59   | 24.     |
| Natalla Swirydawa                                                      | Sprint            | 3:31,83   | 45.     |
| Jelena Kaługina Swietłana Nagiejkina Wiera Ziatikowa Natalja Ziatikowa | Sztafeta 4 × 5 km | 50:37,9   | 5.      |

### Hokej na lodzie
W turnieju hokeja na lodzie mężczyzn kadra reprezentacji Białorusi w ćwierćfinale niespodziewanie pokonała Szwecję, dotarła do półfinału, gdzie uległa Kanadzie, zaś w meczu o brązowy medal przegrała z Rosją i ostatecznie zajęła czwarte miejsce. Jest to największy sukces w historii reprezentacji Białorusi.
W składzie reprezentacji na turnieju byli: bramkarze Leanid Facikau, Andriej Miezin, Siarhiej Szabanau, obrońcy Aleh Chmyl, Alaksandr Makrycki, Ihar Matuszkin, Aleh Mikulczyk, Rusłan Salej, Uładzimir Kopać, Aleh Ramanau, Siarhiej Staś, Alaksandr Żuryk, napastnicy Alaksandr Andryjeuski, Aleh Antonienka, Wadzim Biekbułatau, Uładzimir Cypłakou, Dzmitryj Dudzik, Kanstancin Kalcou, Alaksiej Kalużny, Andrej Kawalou, Dzmitryj Pankou, Wasil Pankou, Andrej Rasolka, Andrej Skabiełka, Eduard Zankawiec. Trenerem reprezentacji był Władimir Krikunow.
W maju 2002 prezydent Alaksandr Łukaszenka wydał postanowienie o nadaniu tytułów zasłużonego trenera (dla szkoleniowców reprezentacji) i zasłużonego mistrza sportu (dla zawodników).

#### Runda eliminacyjna
Grupa B
| Drużyna    | M | Mecze | Mecze | Mecze | Bramki | Bramki | Bramki | Pkt |
| Drużyna    | M | W     | R     | P     | +      | –      | +/−    | Pkt |
| ---------- | - | ----- | ----- | ----- | ------ | ------ | ------ | --- |
| Białoruś   | 3 | 2     | 0     | 1     | 5      | 3      | +2     | 4   |
| Ukraina    | 3 | 2     | 0     | 1     | 9      | 5      | +4     | 4   |
| Szwajcaria | 3 | 1     | 1     | 1     | 7      | 9      | -2     | 3   |
| Francja    | 3 | 0     | 1     | 2     | 6      | 10     | -4     | 1   |

Wyniki
| 9 lutego 2002 | Białoruś | 1:0 | Ukraina | Peaks Ice Arena Provo |

| Godzina: 14:00 |  | (0:0, 0:0, 1:0) |  | Widzów: 6294 |

| 11 lutego 2002 | Białoruś | 3:1 | Francja | Peaks Ice Arena Provo |

| Godzina: 19:00 |  | (1:1, 1:0, 1:0) |  | Widzów: 6214 |

| 12 lutego 2002 | Szwajcaria | 2:1 | Białoruś | E Center West Valley City |

| Godzina: 16:00 |  | (1:0, 1:1, 0:0) |  | Widzów: 7736 |

#### Runda zasadnicza
Grupa D
| Drużyna           | M | Mecze | Mecze | Mecze | Bramki | Bramki | Bramki | Pkt |
| Drużyna           | M | W     | R     | P     | +      | –      | +/−    | Pkt |
| ----------------- | - | ----- | ----- | ----- | ------ | ------ | ------ | --- |
| Stany Zjednoczone | 3 | 2     | 1     | 0     | 16     | 3      | +13    | 5   |
| Finlandia         | 3 | 2     | 0     | 1     | 11     | 8      | +3     | 4   |
| Rosja             | 3 | 1     | 1     | 1     | 9      | 9      | 0      | 3   |
| Białoruś          | 3 | 0     | 0     | 3     | 6      | 22     | -16    | 0   |

Wyniki
| 15 lutego 2002 | Rosja | 6:4 | Białoruś | E Center West Valley City |

| Godzina: 11:05 |  | (3:1, 1:2, 2:1) |  | Widzów: 8484 |

| 16 lutego 2002 | Finlandia | 8:1 | Białoruś | E Center West Valley City |

| Godzina: 16:45 |  | (3:0, 3:0, 2:1) |  | Widzów: 8599 |

| 18 lutego 2002 | Białoruś | 1:9 | Stany Zjednoczone | E Center West Valley City |

| Godzina: 11:05 |  | (1:0, 0:3, 0:5) |  | Widzów: 8599 |

#### Ćwierćfinał
| 20 lutego 2002 | Szwecja | 3:4 | Białoruś | E Center West Valley City |

| Godzina: 11:05 | Nicklas Lidström 03:10 Michael Nylander 30:14 Mats Sundin 47:54 | (1:2, 1:0, 1:2) | Oleh Ramanau 07:47 Dzmitryj Dudzik 09:33 Andrej Kawalou 42:47 Uładzimir Kopac 57:36 | Widzów: 7240 Sędzia główny: Bill McCreary |

#### Półfinał
| 22 lutego 2002 | Kanada | 7:1 | Białoruś | E Center West Valley City |

| Godzina: 12:00 | Steve Yzerman 06:05 Eric Brewer 17:25 Scott Neidermayer 22:09 Paul Kariya 33:28 Simon Gagné 45:21 Eric Lindros 52:24 Jarome Iginla 56:15 | (2:1, 2:0, 3:0) | Rusłan Salej 13:24 | Widzów: 8599 Sędzia główny: Stephan Walkom |

#### Mecz o 3. miejsce
| 23 lutego 2002 | Białoruś | 2:7 | Rosja | E Center West Valley City |

| Godzina: 12:15 |  | (1:2, 1:2, 0:3) |  | Widzów: 8599 Sędzia główny: Ulf Rådbjer |

### Kombinacja norweska
Mężczyźni
| Zawodnik            | Konkurencja                       | Skoki narciarskie | Skoki narciarskie | Skoki narciarskie | Skoki narciarskie | Skoki narciarskie | Skoki narciarskie | Bieg narciarski | Bieg narciarski | Strata    | Pozycja |
| Zawodnik            | Konkurencja                       | Skok 1            | Nota              | Skok 2            | Nota              | Punkty            | Pozycja           | Czas biegu      | Pozycja         | Strata    | Pozycja |
| ------------------- | --------------------------------- | ----------------- | ----------------- | ----------------- | ----------------- | ----------------- | ----------------- | --------------- | --------------- | --------- | ------- |
| Siarhiej Zacharanka | Indywidualnie (metoda Gundersena) | 76,5              | 77,5              | 81,0              | 94,0              | 171,5             | 45.               | 41:18,9         | 38.             | + 10:07,2 | 44.     |

Sprint
| Zawodnik            | Konkurencja   | Skoki narciarskie | Skoki narciarskie | Skoki narciarskie | Bieg narciarski | Bieg narciarski | Strata   | Pozycja |
| Zawodnik            | Konkurencja   | Skok 1            | Nota              | Pozycja           | Czas biegu      | Pozycja         | Strata   | Pozycja |
| ------------------- | ------------- | ----------------- | ----------------- | ----------------- | --------------- | --------------- | -------- | ------- |
| Siarhiej Zacharanka | Indywidualnie | 100,5             | 86,6              | 40.               | 17:09,5         | 27.             | + 2:49,4 | 38.     |

### Łyżwiarstwo figurowe
| Zawodnik         | Konkurencja | Nota | Pozycja |
| ---------------- | ----------- | ---- | ------- |
| Julija Sołdatowa | Solistki    | 29,0 | 18.     |
| Siergiej Dawydow | Soliści     | 31,5 | 21.     |

### Łyżwiarstwo szybkie
Mężczyźni
| Zawodnik          | Konkurencja   | Konkurencja   | Konkurencja   | Konkurencja   | Konkurencja   | Konkurencja   | Konkurencja    | Konkurencja    | Konkurencja    | Konkurencja    | Konkurencja    | Konkurencja    | Konkurencja      | Konkurencja      |
| Zawodnik          | Bieg na 500 m | Bieg na 500 m | Bieg na 500 m | Bieg na 500 m | Bieg na 500 m | Bieg na 500 m | Bieg na 1000 m | Bieg na 1000 m | Bieg na 1500 m | Bieg na 1500 m | Bieg na 5000 m | Bieg na 5000 m | Bieg na 10 000 m | Bieg na 10 000 m |
| Zawodnik          | Bieg 1        | Bieg 1        | Bieg 2        | Bieg 2        | Łączny czas   | Miejsce       | Bieg na 1000 m | Bieg na 1000 m | Bieg na 1500 m | Bieg na 1500 m | Bieg na 5000 m | Bieg na 5000 m | Bieg na 10 000 m | Bieg na 10 000 m |
| Zawodnik          | Czas          | Miejsce       | Czas          | Miejsce       | Łączny czas   | Miejsce       | Czas           | Miejsce        | Czas           | Miejsce        | Czas           | Miejsce        | Czas             | Miejsce          |
| ----------------- | ------------- | ------------- | ------------- | ------------- | ------------- | ------------- | -------------- | -------------- | -------------- | -------------- | -------------- | -------------- | ---------------- | ---------------- |
| Alaksiej Chatylou | 37,40         | 33.           | 37,41         | 36.           | 74,81         | 32.           | 1:13,73        | 42.            | 1:52,87        | 47.            |                |                |                  |                  |
| Ihar Makowiecki   |               |               |               |               |               |               | 1:12,33        | 41.            | 1:50,15        | 40.            |                |                |                  |                  |

Kobiety
| Zawodnik                | Konkurencja   | Konkurencja   | Konkurencja   | Konkurencja   | Konkurencja   | Konkurencja   | Konkurencja    | Konkurencja    | Konkurencja    | Konkurencja    | Konkurencja    | Konkurencja    | Konkurencja    | Konkurencja    |
| Zawodnik                | Bieg na 500 m | Bieg na 500 m | Bieg na 500 m | Bieg na 500 m | Bieg na 500 m | Bieg na 500 m | Bieg na 1000 m | Bieg na 1000 m | Bieg na 1500 m | Bieg na 1500 m | Bieg na 3000 m | Bieg na 3000 m | Bieg na 5000 m | Bieg na 5000 m |
| Zawodnik                | Bieg 1        | Bieg 1        | Bieg 2        | Bieg 2        | Łączny czas   | Miejsce       | Bieg na 1000 m | Bieg na 1000 m | Bieg na 1500 m | Bieg na 1500 m | Bieg na 3000 m | Bieg na 3000 m | Bieg na 5000 m | Bieg na 5000 m |
| Zawodnik                | Czas          | Miejsce       | Czas          | Miejsce       | Łączny czas   | Miejsce       | Czas           | Miejsce        | Czas           | Miejsce        | Czas           | Miejsce        | Czas           | Miejsce        |
| ----------------------- | ------------- | ------------- | ------------- | ------------- | ------------- | ------------- | -------------- | -------------- | -------------- | -------------- | -------------- | -------------- | -------------- | -------------- |
| Anżalika Kaciuha        | 37,73         | 6.            | 37,66         | 4.            | 75,39         | 5.            | 1:15,03        | 12.            |                |                |                |                |                |                |
| Swiatłana Radkiewicz    | 39,84         | 30.           | 39,61         | 27.           | 79,45         | 28.           | 1:18,93        | 33.            |                |                |                |                |                |                |
| Swiatłana Czepiałnikawa |               |               |               |               |               |               |                |                | 2:04,06        | 34.            | 4:24,96        | 32.            |                |                |

### Narciarstwo dowolne
Mężczyźni
| Alaksiej Hryszyn     | Skoki akrobatyczne | 130,38 | 121,38 | 251,76 | 1.  | 129,71 | 121,48 | 251,19 | brąz |
| Dzmitryj Daszczynski | Skoki akrobatyczne | 98,56  | 121,38 | 219,94 | 12. | 127,04 | 117,25 | 244,29 | 7.   |
| Dzmitryj Rak         | Skoki akrobatyczne | 115,83 | 125,04 | 240,87 | 5.  | 98,41  | 127,93 | 226,34 | 10.  |

Kobiety
| Ałła Cuper   | Skoki akrobatyczne | 95,85 | 85,52 | 181,37 | 3.  | 96,73          | 68,19          | 164,92         | 9.             |
| Asol Sliwiec | Skoki akrobatyczne | 83,00 | 74,96 | 157,96 | 13. | Nie awansowała | Nie awansowała | Nie awansowała | Nie awansowała |

### Short track
Kobiety
| Zawodniczka               | Konkurencja         | Kwalifikacje | Kwalifikacje | Ćwierćfinał    | Ćwierćfinał    | Półfinał       | Półfinał       | Finał          | Finał   |
| Zawodniczka               | Konkurencja         | Czas         | Miejsce      | Czas           | Miejsce        | Czas           | Miejsce        | Czas           | Miejsce |
| ------------------------- | ------------------- | ------------ | ------------ | -------------- | -------------- | -------------- | -------------- | -------------- | ------- |
| Julia Pawłowicz-Jelsakowa | Bieg na 500 metrów  | 47,273       | 3.           | Nie awansowała | Nie awansowała | Nie awansowała | Nie awansowała | Nie awansowała | 23.     |
| Julia Pawłowicz-Jelsakowa | Bieg na 1500 metrów | 2:36,058     | 4.           | Nie awansowała | Nie awansowała | Nie awansowała | Nie awansowała | Nie awansowała | 19.     |

### Skoki narciarskie
Mężczyźni
| Konkurencja            | Skoczek          | Kwalifikacje | Kwalifikacje | Skok 1                             | Skok 1                             | Skok 2                             | Skok 2                             | Nota                               | Pozycja |
| Konkurencja            | Skoczek          | odległość    | Nota         | odległość                          | Nota                               | odległość                          | Nota                               | Nota                               | Pozycja |
| ---------------------- | ---------------- | ------------ | ------------ | ---------------------------------- | ---------------------------------- | ---------------------------------- | ---------------------------------- | ---------------------------------- | ------- |
| Skocznia normalna K-90 | Andrej Łyskawiec | 81,5         | 95,0         | 83,5                               | 98,0                               | Nie awansował                      | Nie awansował                      | Nie awansował                      | 42.     |
| Skocznia duża K-120    | Andrej Łyskawiec | 96,0         | 66,3         | Nie zakwalifikował się do konkursu | Nie zakwalifikował się do konkursu | Nie zakwalifikował się do konkursu | Nie zakwalifikował się do konkursu | Nie zakwalifikował się do konkursu | 45.     |